# Плеохроизам
 Плеохроизам (грч. плеон и грч. , боја коже), појава да неки кристали у различитим смјеровима другачије апсорбују различите боје свјетлости; својство бојених двоосних кристла да у свим анизотропним правцима показују другачије боје. (Нпр. ако се кроз кристал коордиерита пропушта свјетлост у смјеру а – осе , кристал постаје сивозелен, ако се пропушта дуж б-осе, постаје жут, а у смјеру ц-осе индигоплав). Посматра ли се у другим смјеровима поприма прелазне боје које се налазе између тих граничних боја. 
Плеохроизам је простим оком тешко видљив али се зато лијепо види у дихроскопској, Хаидингеровој лупи и у поларизационом микроскопу.